# Aufânias
Aufânias (em latim: Aufaniae), também chamadas Mães Aufânias (Matronae Aufaniae), eram deusas mãe célticas cultuadas pelas tribos celto-germânicas da Renânia e Gália Oriental. Em inscrições provenientes de Bona, na Alemanha, são chamadas de Aufânias Domésticas (Aufaniae Domesticae). Também há exemplos de inscrições oriundas da Hispânia.